# Pleustomesus medius
Pleustomesus medius is een vlokreeftensoort uit de familie van de Pleustidae. De wetenschappelijke naam van de soort is voor het eerst geldig gepubliceerd in 1866 door Goes.